# Alphonse-Gabriel Foucault
Pour les articles homonymes, voir Foucault.
Pierre-Alphonse-Gabriel Foucault, né le 24 mars 1843 à Senonches (Eure-et-Loir), mort le 26 mai 1930 à Saint-Dié (Vosges), est un évêque catholique français, archevêque-évêque de Saint-Dié de 1893 à 1930.

## Biographie

### Formation
Issu d'une famille modeste de tailleurs d'Eure-et-Loir, Pierre-Alphonse-Gabriel Foucault effectue d'abord ses études à Senonches puis au petit séminaire Saint-Chéron et  au séminaire de Chartres. Il rejoint ensuite Rouen pour préparer sa licence en lettres puis un doctorat en théologie avec une thèse sur Yves de Chartres.

### Prêtre
Alphonse Foucault est ordonné prêtre le 26 mai 1866 pour le diocèse de Chartres.
Il est d'abord nommé professeur au petit séminaire puis à l'institution Notre-Dame de Chartres. Il est ensuite envoyé à Saint-Louis des Français à Rome jusqu'en 1885. Il est alors affecté à la cure de Nogent-le-Rotrou.

### Évêque

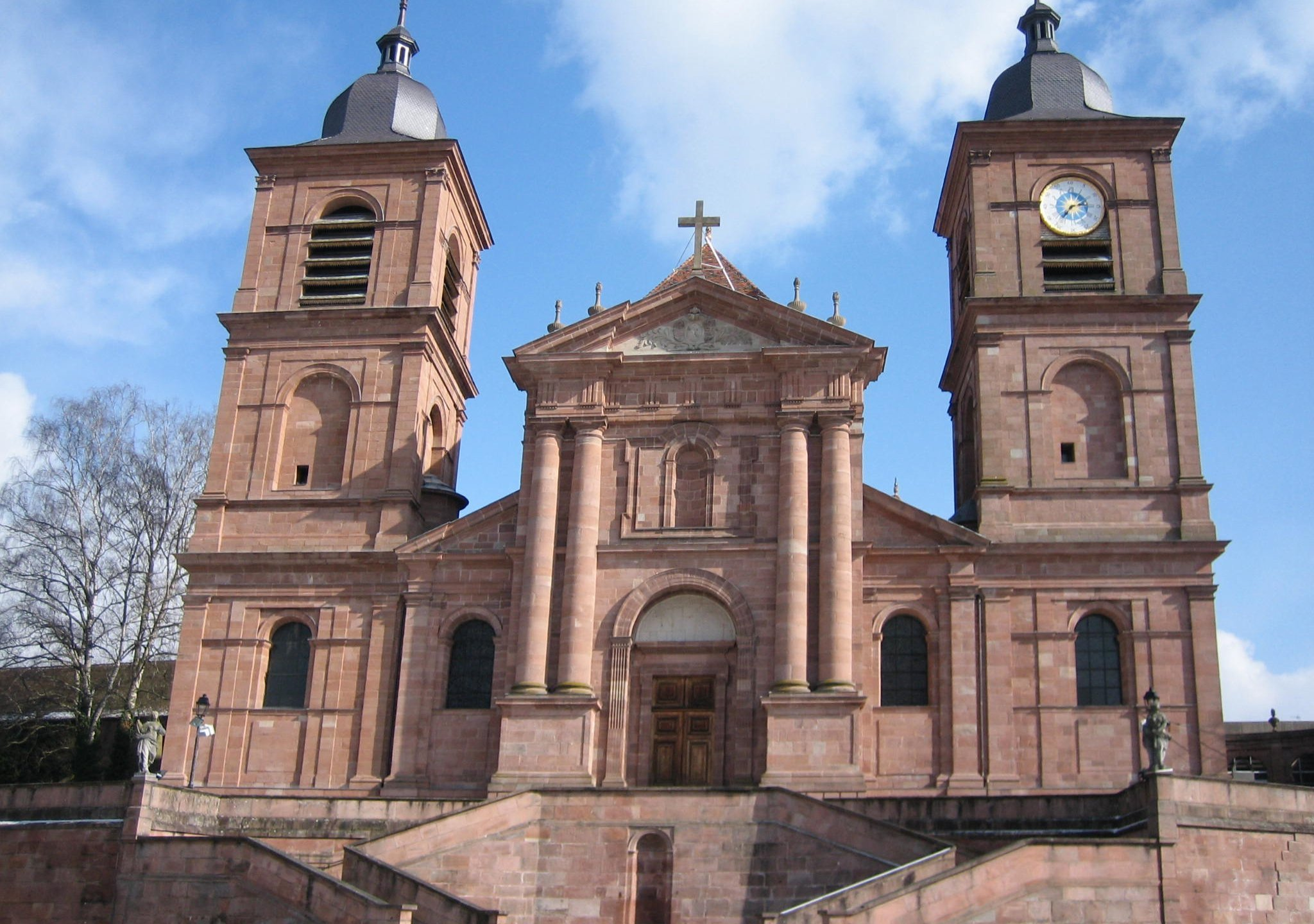
La cathédrale de Saint-Dié

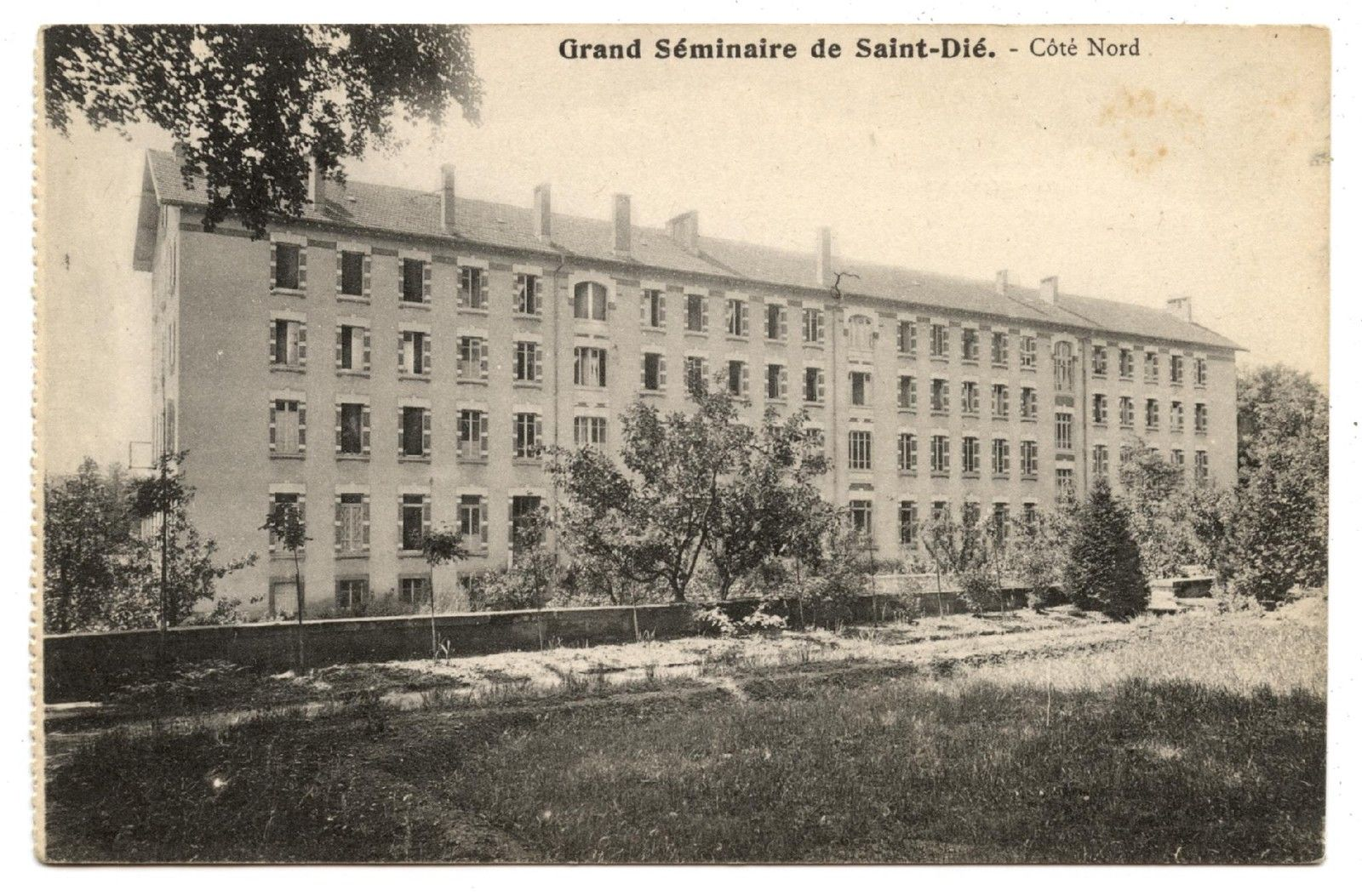
Grand séminaire de Saint-Dié

Nommé évêque de Saint-Dié le 3 janvier 1893, il est consacré le 20 mars 1893 en la cathédrale Notre-Dame de Chartres par François Lagrange, évêque de Chartres avec comme co-consécrateurs Fédéric-Henri Oury et François Hautin. Il prend possession de sa cathèdre à Saint-Dié le 6 avril 1893.
Sous le pontificat de Pie X, cet évêque assista, en avril 1904, au congrès de saint Grégoire le Grand à Rome, en qualité de président d'honneur de la section grégorienne.
Son épiscopat dans les Vosges est marqué par l'application de la loi de séparation des Églises et de l'État du 9 décembre 1905. Modéré et rallié à la République, il est néanmoins expulsé du palais épiscopal en 1906, et privé de ses séminaires qui sont confisqués. Il fait alors réinstaller les élèves du grand séminaire à l'institution Saint-Joseph d'Épinal  jusqu'en 1908 puis à l'institution Sainte-Marie de Saint-Dié en attendant la construction du nouveau grand séminaire de l'avenue de Robache entreprise en 1913.
L'autre fait marquant de son épiscopat est la Première Guerre mondiale qui touche durement son diocèse. Foucault reste à Saint-Dié, très proche de la ligne de front et visite les nombreux villages sinistrés ou exposés au feu dans la montagne vosgienne.
Durant les trente-sept années à la tête du diocèse de Saint-Dié, Foucault déploie une intense activité pastorale : il crée un bureau des Œuvres en 1907 et lance ce qui deviendra l'Action catholique en soutenant les associations de laïcs (Fédération des Catholiques Vosgiens). Il organise un synode en 1922 pour fixer la discipline spirituelle et en publie les statuts en 1923. Il publie un Propre des offices des Saints en 1901 et redonne ainsi au diocèse des saints lorrains à vénérer.
En 1909, il célèbre la béatification de Jeanne d'Arc (Domrémy-la-Pucelle, village où vécut la sainte, se trouve dans son diocèse)  et en 1920, sa canonisation par Benoît XV. Il assiste à la consécration de l'église Sainte-Jeanne-d'Arc du Bois-Chenu à Domrémy-la-Pucelle en 1926 par Eugène Curien, évêque de La Rochelle, originaire du diocèse.
Orateur, lettré et poète, il compose hymnes et panégyriques dont un Hymne à Jeanne-d'Arc et une Vie de M. Moyë.
Il meurt à Saint-Dié le 26 mai 1930 et est enterré dans le caveau des évêques à la cathédrale de Saint-Dié.
L'abbé Arthur Mugnier, prêtre parisien relate dans son fameux journal la visite que lui fit le jeune évêque le 20 janvier 1894 peu après son élévation à l'épiscopat :

« Mgr Foucault est venu déjeuner chez moi. Déjà dégouté d'être évêque. Il est ennuyé d'avoir à s'occuper de niaiseries telles que les querelles des curés de campagne avec leur maires. Au salon au coin du feu, le jeune évêque s'est déboutonné. Les réformes à faire dans l'Église le tourmentent. Cela ne peut pas durer. L'Église doit sortir du moule où elle a été enfermée. Ainsi, pourquoi la première communion ne suffirait-elle pas pour nous unir au Christ, comme le baptême ? Foucault jette aussi à l'eau le jeûne et l'abstinence, les six commandements de l'Église. Il faut simplifier, débarrasser la religion de tout un appareil qui la gêne. Nos prédications ne servent à rien. Pur convenu. Nous parlons à des convertis. Mgr Foucault a peur pour l'avenir. Dans l'ordre civil comme dans l'ordre ecclésiastique, on est emprisonné dans les conventions. "Le bateau fait eau" m'a-t-il dit. Les femmes resteront toujours accessibles à la religion parce qu'elles sont malheureuses. Il ne voit pas la nécessité de la confession détaillée. Un aveu général suffirait. L'évêque de Saint-Dié n'a jamais autant parlé, ni si librement. La mitre lui a un peu délié la langue. »

## Succession apostolique
Alphonse-Gabriel Foucault a ordonné les évêques suivants :
- Évêque Eugène Curien (1924)

## Distinctions
- Officier de la Légion d'honneur (10 aout 1929)[3]
- Comte romain
- Assistant au trône pontifical (1912)
- Archevêque à titre personnel (1918).

## Blason
L'étoile indique le jour de la profession de foi (6 janvier 1893, fête de l'Épiphanie) d'Alphonse-Gabriel Foucault entre les mains de Domenico Ferrata, nonce apostolique à Paris. C'est pour la même raison qu'a été choisie la devise « Stella duce » qui est empruntée à l'oraison de la fête. Les deux roses dont l'étoile est accostée rappellent le saint Rosaire, dévotion spéciale de la paroisse Notre-Dame de Nogent-le-Rotrou, et le cheval gai hennissant le « vah » rappelle également Nogent-le-Rotrou, centre fameux de l'élevage du cheval percheron.